# VR meine Bank
Die VR meine Bank eG war eine Genossenschaftsbank, die ihren Sitz im Landkreise Neustadt an der Aisch-Bad Windsheim hat. Das Geschäftsgebiet erstreckte sich über den Landkreis hinaus in die Städte Fürth und Langenzenn und deren angrenzende Gemeinden und den Nürnberger Stadtteil Großgründlach. Sie hatte Regionaldirektionen in Neustadt, Uffenheim, im Zenngrund, in Münchaurach und in Fürth.

## Rechtsform
Bei der VR meine Bank handelte es sich um eine eingetragene Genossenschaft. Die Organe der Genossenschaftsbank waren der Vorstand, der Aufsichtsrat und die Vertreterversammlung. Die Bank war der amtlich anerkannten BVR Institutssicherung GmbH und der zusätzlichen freiwilligen Sicherungseinrichtung des Bundesverbandes der Deutschen Volksbanken und Raiffeisenbanken e.V. angeschlossen.

## Geschichte
Die VR meine Bank eG entstand aus mehreren kleinen, ländlich geprägten Raiffeisenbanken. Die erste „Raiffeisenbank“ wurde 1885 in Ippesheim gegründet. Die Hauptstelle Neustadt wurde im Jahr 1891 gegründet. Erste Zusammenschlüsse kleinerer Banken erfolgten in den 1970er Jahren. So entstanden die Raiffeisenbanken Uffenheim, Ulsenheim-Gollhofen und Neuhof, die sich durch eine Vierer-Fusion zur VR-Bank Uffenheim-Neustadt eG formierten. Im Jahr 2006 fusionierte sie mit der Raiffeisenbank Münchaurach. Am 27. Juni 2016 folgte die Fusion mit der Raiffeisen-Volksbank Fürth eG zur neuen VR meine Bank eG.
Im Jahre 2021 wurde die VR meine Bank eG auf die VR-Bank Erlangen-Höchstadt-Herzogenaurach eG, jetzt VR Bank Metropolregion Nürnberg eG, verschmolzen.

## Gesellschaftliches Engagement
Seit 2008 unterstützte die VR meine Bank regionale Projekte mit der neu gegründeten GenossenschaftsStiftung (Stiftungskapital 2 Mio. Euro).